# Бет, Альдо
Альдо Бе́т (итал. Aldo Bet; 26 марта 1949, Марено-ди-Пьяве, Венеция — 12 ноября 2023, Варезе, Ломбардия) — итальянский футболист, игравший на позиции защитника; тренер.

## Биография

### Игровая карьера
Бет начинал карьеру в «Интере», но в составе «нерадзурри» не закрепился, сыграв за эту команду 8 матчей.
По окончании сезона 1967/68 перешёл в «Рому», в которой стал основным игроком и играл за неё в течение пяти сезонов. По окончании сезона 1972/73 перешёл в клуб «Эллас Верона», в котором отыграл один сезон.
В 1974 году перешёл в «Милан», в котором прошла его основная карьера. За «россонери» он отыграл семь сезонов, в том числе и 5 матчей в Серии B, в которую «россонери» были отправлены из-за скандалов с договорными матчами.
Его последним клубом в карьере стала «Путеолана 1902», в котором он закончил карьеру в возрасте 33 лет.
В составе сборной Италии сыграл 2 матча без забитых мячей.

### Смерть
Скончался 12 ноября 2023 года в больнице города Варезе в возрасте 74 лет.

## Достижения
«Рома»
- Обладатель Кубка Италии (1): 1968/69

«Милан»
- Чемпион Италии (1): 1978/79
- Обладатель Кубка Италии (1): 1976/77